# Lynn Kanuka-Williams
Lynn Kanuka-Williams (Canadá, 11 de julio de 1960) es una atleta canadiense retirada, especializada en la prueba de 3000 m en la que llegó a ser medallista de bronce olímpica en 1984.

## Carrera deportiva
En los JJ. OO. de Los Ángeles 1984 ganó la medalla de bronce en los 3000 metros, con un tiempo de 8:42.14 segundos, llegando a meta tras la rumana Maricica Puică y la británica Wendy Sly.